# Гражданско обединение за реална демокрация
Гражданско обединение за реална демокрация (абревиатура: ГОРД) е бивше гражданско сдружение в България, регистрирано като политическа партия.
Основното действащо лице е евродепутатът Славчо Бинев, а сред членовете му са писателят Любен Дилов-син, спортният журналист Крум Савов, бизнесменът Румен Ралчев, литературоведът проф. Валери Стефанов, бившият министър на правосъдието Антон Станков и други.

## История
Формирането на сдружението по думите на Слави Бинев започва година преди учредяването. Проектът е представен на 22 април 2012 г., а учредяването му се е състояло на 8 февруари 2012 г. в Гранд хотел „София“
Учредители:
- Слави Бинев, бизнесмен и действащ (по онова време) евродепутат
- Валентин Михов, бизнесмен, бивш футболист
- Станислав Недков – Стъки, боец по смесени изкуства
- Поли Карастоянова, бизнесдама
- Чавдар Чернев, офицер от Държавна сигурност[3]
- Никола Коцев
- Емил Панков

На 12 август 2013 г. на специална пресконференция е обявено, че ГОРД се влива в структурата на Националния фронт за спасение на България (НФСБ) на Валери Симеонов.

## Управителен съвет
Управителният съвет на ГОРД се състои от:
- Румен Ралчев
- Валентин Михов

## По-известни членове
- Валери Стефанов – учен, литературовед[5]
- Любо Ганев – бивш волейболист, бизнесмен
- Светослав Георгиев – поет, радиоводещ
- Любен Дилов-син – писател, журналист
- Георги Чапкънов - Чапа – скулптор, илюстратор и сценограф
- Крум Савов – спортен журналист и телевизионен водещ

## Цели
Още на представянето на сдружението Слави Бинев обявява, че ГОРД ще бъде опозиция на ГЕРБ и че ще отговаря на „здравата ръка“ със „здрав разум“.